# Órgano Judicial de El Salvador
El Órgano Judicial de El Salvador es uno de los tres órganos fundamentales de la República de El Salvador y, en ejercicio de la soberanía delegada por el pueblo, imparte justicia conforme la Constitución de 1983 y los valores y normas del ordenamiento jurídico del país.
Según la Constitución de la República en el artículo 172 dice:

La Corte Suprema de Justicia, las Cámaras de Segunda Instancia y los demás Tribunales que establezcan las leyes secundarias, integran el Órgano Judicial.

La Corte Suprema de Justicia de El Salvador es el máximo tribunal jurisdiccional de El Salvador. La sede de la Corte Suprema de Justicia está situada en la ciudad de San Salvador. Su actual presidente es el magistrado Henry Alexander Mejía desde el 24 de septiembre del 2024.
El Órgano Judicial actualmente está conformado por alrededor 566 Sedes Judiciales, distribuyéndose de la siguiente manera: 28 Cámaras de Segunda Instancia, 216 Juzgados de Primera Instancia, 322 Juzgados de Paz.

## Independencia
La justicia se imparte de conformidad con la Constitución de la República y las leyes nacionales. Por ello, corresponde a los tribunales de justicia la potestad de juzgar y promover la ejecución de lo juzgado. Los otros órganos fundamentales del Estado deben prestar a los tribunales la ayuda que requieran para el cumplimiento de sus resoluciones.
Los magistrados y jueces son independientes en el ejercicio de sus funciones y únicamente están sujetos a la Constitución de la República y a las leyes. A quienes atenten contra la independencia del Órgano Judicial, además de imponérseles las penas fijadas por el Código Penal, se les inhabilitará para ejercer cualquier cargo público.
La función jurisdiccional es ejercida, con exclusividad absoluta, por la Corte Suprema de Justicia, Cámaras de Segunda Instancia, Juzgados de Primera Instancia y Juzgados de Paz.
Ninguna otra autoridad puede intervenir en la administración de justicia.

## Funciones
Corresponde exclusivamente a este Órgano la potestad de juzgar y hacer ejecutar lo juzgado en materias Constitucional, Civil, Penal, Mercantil, Laboral, Agraria, y de lo Contencioso Administrativo, así como en las otras que determine la ley.

## Organización
La organización y funcionamiento del Órgano Judicial serán determinados por la ley. Los Magistrados y Jueces, en lo referente al ejercicio de la función jurisdiccional, son independientes y están sometidos exclusivamente a la Constitución y a las leyes...